# کومه‌ای نیم‌ستبر
کومه‌ای نیم‌سِتَبر (Cumulus mediocris) گونه‌ای از ابرهای کومه‌ای است با گسترش قائم متوسط که در قله آن برجستگیهای نسبتاً کوچکی دیده می‌شود.